# Qinhuai (fiume)
Il Qinhuai è un fiume che attraversa la parte meridionale della città di Nanchino, in Cina. È il più grande fiume della città e si estende per 110 km, formando il più grande corso d'acqua di Nanchino e dintorni. Le sue acque sfociano nel Fiume Azzurro e la sua area complessiva è di 2631 km2.

## Storia
Secondo la leggenda, nel 210 a. C. il primo imperatore della dinastia Qin Qin Shi Huang ordinò che fosse scavato il fiume presso la zona che oggi è nota come Monte della diga di pietra, nei sobborghi meridionali della città. Inizialmente il fiume aveva una larghezza di 800 m, ma durante il regno Wu essa si restrinse fino a 300 m.
Durante la tarda dinastia Tang il fiume era diviso in una parte esterna, che serviva il fossato della città, e una interna chiamata "fiume Qinhuai delle dieci miglia" che attraversava da est a ovest la zona più fiorente di Nanchino e che risultava la principale fonte d'acqua, sia per la navigazione che per i pubblici servizi. Durante la dinastia Ming Nanchino divenne la capitale. La cinta muraria venne costruita lungo i due fiumi che costeggiavano la città, ovvero il Qinhuai a sud e il Fiume Azzurro a est. Lungo il Qinhuan vennero costruite diverse chiuse per controllare il livello dell'acqua, come la porta Tonji e la porta Sanshan, dalle quali il fiume entra ed esce.
Nell'epoca di massimo splendore vissuta da Nanchino, il fiume Qinhuai divenne un luogo frequentato da poeti, artisti e letterati come Wu Jingzi, Li Xiangjun e Wang Xianzhi, che lo descrissero in molte opere come Il ventaglio dai fiori di pesco di Kǒng Shàngrèn e Rulin Waishi. L'area divenne nota per essere stata la dimora delle note otto bellezze del Qinhuai.

## Descrizione
Per via dei diversi cambiamenti ambientali, il fiume ha originato una pianura alluvionale nella parte sud della città. I suoi affluenti principali sono il flusso Verde, lo Yangwu Chengliao, il fiume Reale della dinastia Ming e un piccolo canale. La sorgente del fiume Qinhuai si trova presso la parte sudest del monte Donglu e presso il monte Baohua di Jurong. A monte del fiume si trovano diversi reperti neolitici, mentre nei pressi della parte centrale che attraversa l'area residenziale di Nanchino si trovano diversi siti storici, tra cui il tempio di Confucio, la tomba di Ruan Ji, il Taoye Du, il parco Bailuzhou, il giardino Zhanyuan, il giardino di Hu e il palazzo Chaotian.
Rispetto al passato, la qualità dell'acqua del Qinhuai si è notevolmente abbassata. Nel tratto che attraversa la città il fiume ha una larghezza di 30-40 m. Lungo il fiume sono stati costruiti diversi complessi residenziali e la riduzione delle aree verdi ha incrementato l'inquinamento delle acque.